# Фрекен, Шарль-Огюст
Шарль-Огюст Фрекен (фр. Charles-Auguste Fraikin; 14 июня 1817, Херенталс, Фландрия — 22 ноября 1893, Схарбек) — бельгийский скульптор. Представитель неоклассицизма.

## Биография
С 12-летнего возраста брал уроки рисования в брюссельской Королевской академии изящных искусств в Антверпене. Когда ему было тринадцать лет, умер его отец. Фрекен был принуждён отказаться от карьеры художника и заняться изучением медицины; он стал зарабатывать на жизнь, работая фармацевтом в аптеке зятя Франсуа-Жозефа Навеза, художника и директора Брюссельской академии изящных искусств.

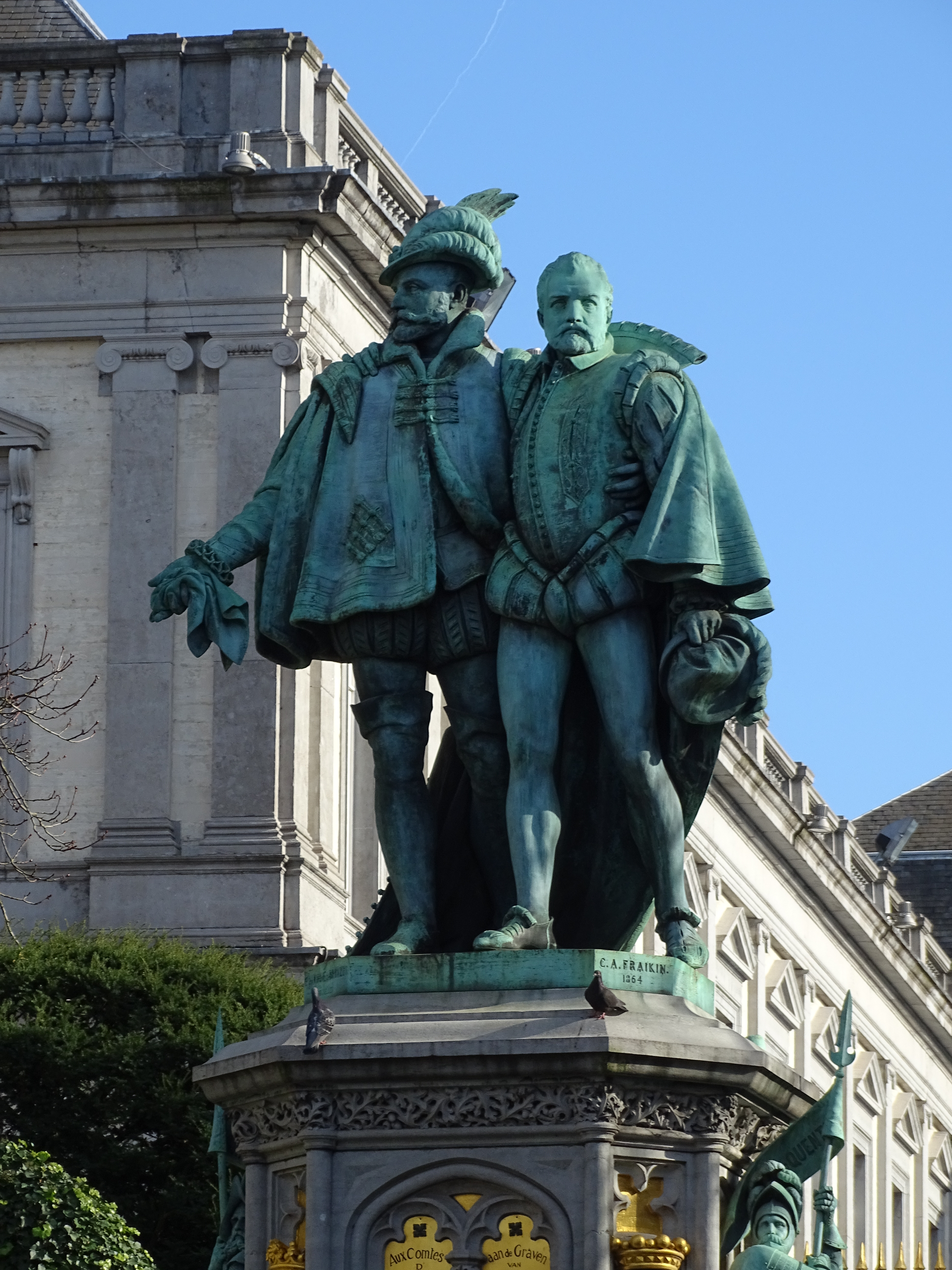
Памятник графам Эгмонту и Горну (1864)

Сдав экзамен на звание врача, Фрекен поселился неподалеку от Брюсселя и свободное от медицинской практики время посвящал упражнениям в лепке с натуры. Успешность этих упражнений вскоре побудила его поступить в брюссельскую академию изящных искусств и серьёзно учиться в ней скульптуре под руководством Пейбрука.
Одна из первых работ, исполненных им после того, статуя «Венеры с голубком» была встречена общей похвалой и положила начало его известности. Последовавшие затем произведения Фрекена упрочили эту известность, в особенности одиннадцать статуй, изваянных для украшения портала брюссельской ратуши, и прелестная мраморная фигура «Пойманный Амур» (находится в Брюссельском Королевском музее изящных искусств).
На своей первой выставке в 1839 году получил золотую медаль за работу «Пойманный Амур». Мраморные копии этой работы позже экспонировались в Брюссельском Королевском музее изящных искусств и Эрмитаже.
По случаю национальной выставки, которая проходила в Брюсселе в 1845 году, Фрекен был спонсирован бельгийской королевской семьей, которая принесла ему новые заказы. Например, он создал портрет короля Леопольда I.
1846—1847 гг. Фрекен провёл в Италии. По возвращении оттуда в Брюссель исполнил мастерскую группу «Амур и Венера», за которую был избран в члены академии и получил орден Леопольда I, статуи «Богородицы, Невинности» (1850), Психеи, плачущей об утрате Амура (1851), Венеры Анадиомены и несколько других замечательных работ. Но самые капитальные создания этого художника — надгробный памятник королеве бельгийской в церкви св. Павла в Остенде (1858) и бронзовая группа графов Эгмонда и Горна в их монументе, воздвигнутом в 1864 г. перед ратушей и потом перенесённом на Зальвельскую площадь, в Брюсселе. Из позднейших произведений Фрекена лучшими должно признать группу «Мать со своим первенцем» и мраморную статую А. Кетле в Брюсселе (1880).
Фрекен принадлежал к числу художников реалистического направления, но, держась близко натуры, умел, как редко кто-либо другой из скульпторов этого направления, оставаться в границах благородного, возвышенного и прекрасного.
Помимо того, что он был скульптором, Фрекен был также куратором отдела скульптуры Королевского музея изящных искусств Бельгии. В конце своей жизни подарил свою коллекцию гипсовых моделей родному городу Херенталс.

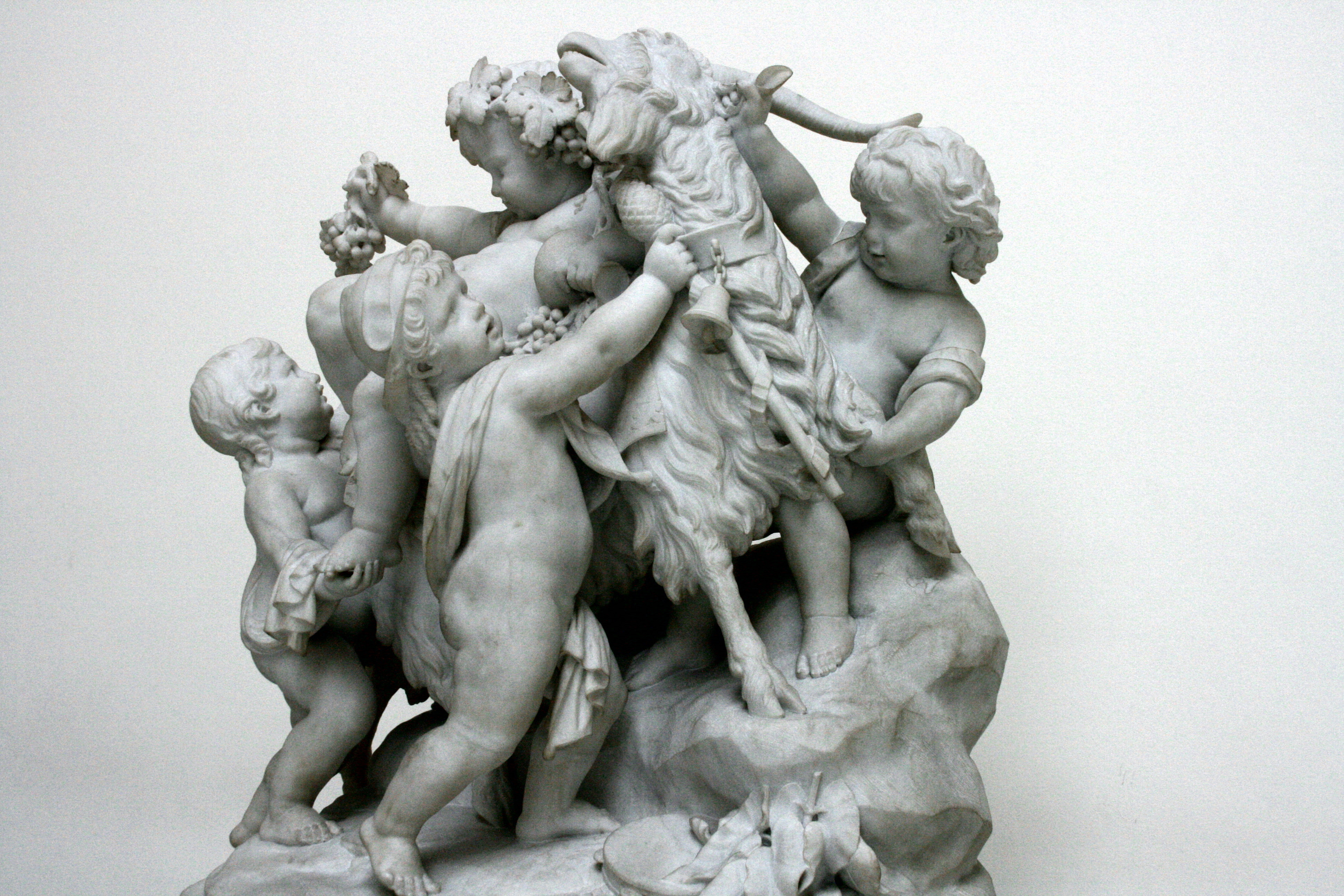
Триумф Вакха
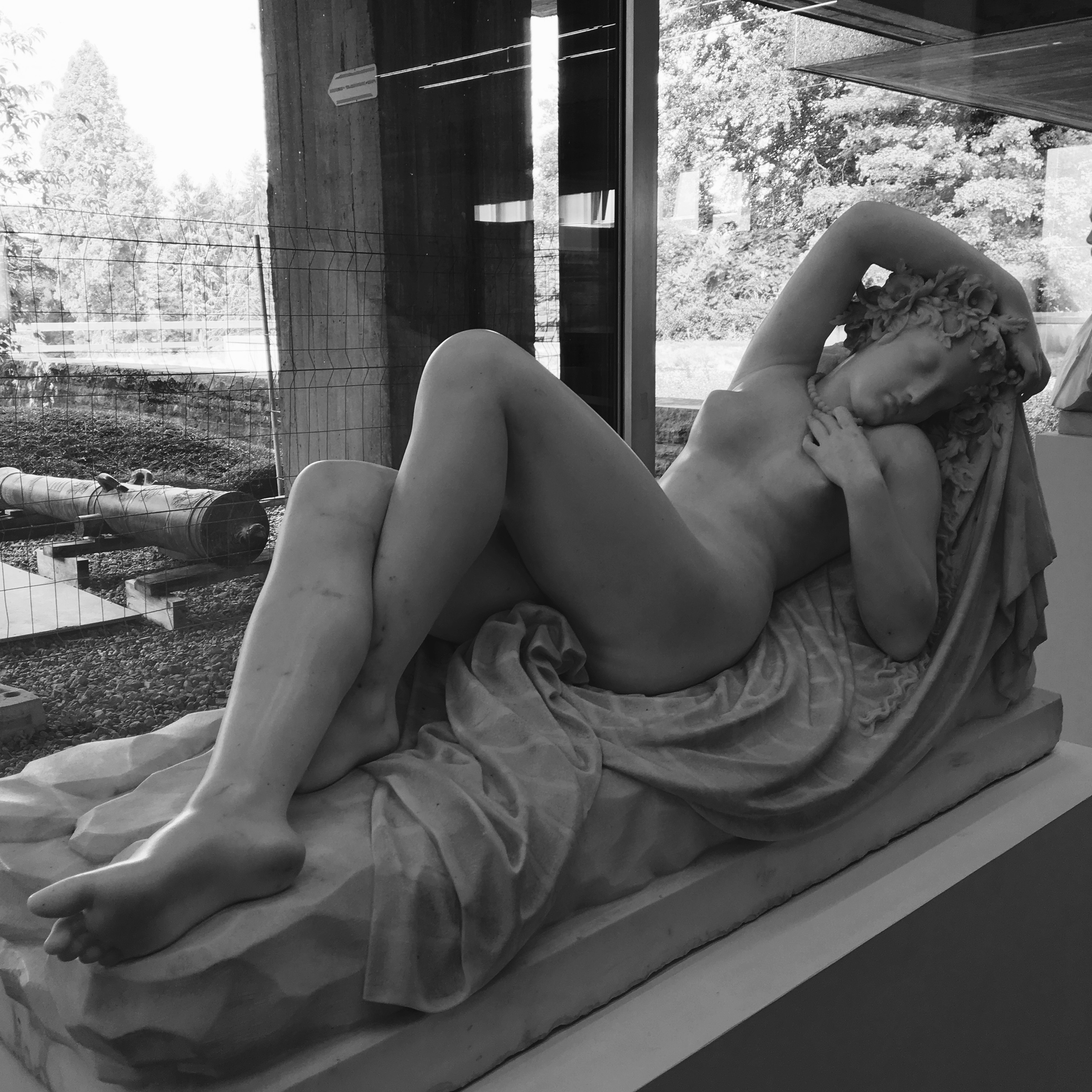
Спящий Морфей
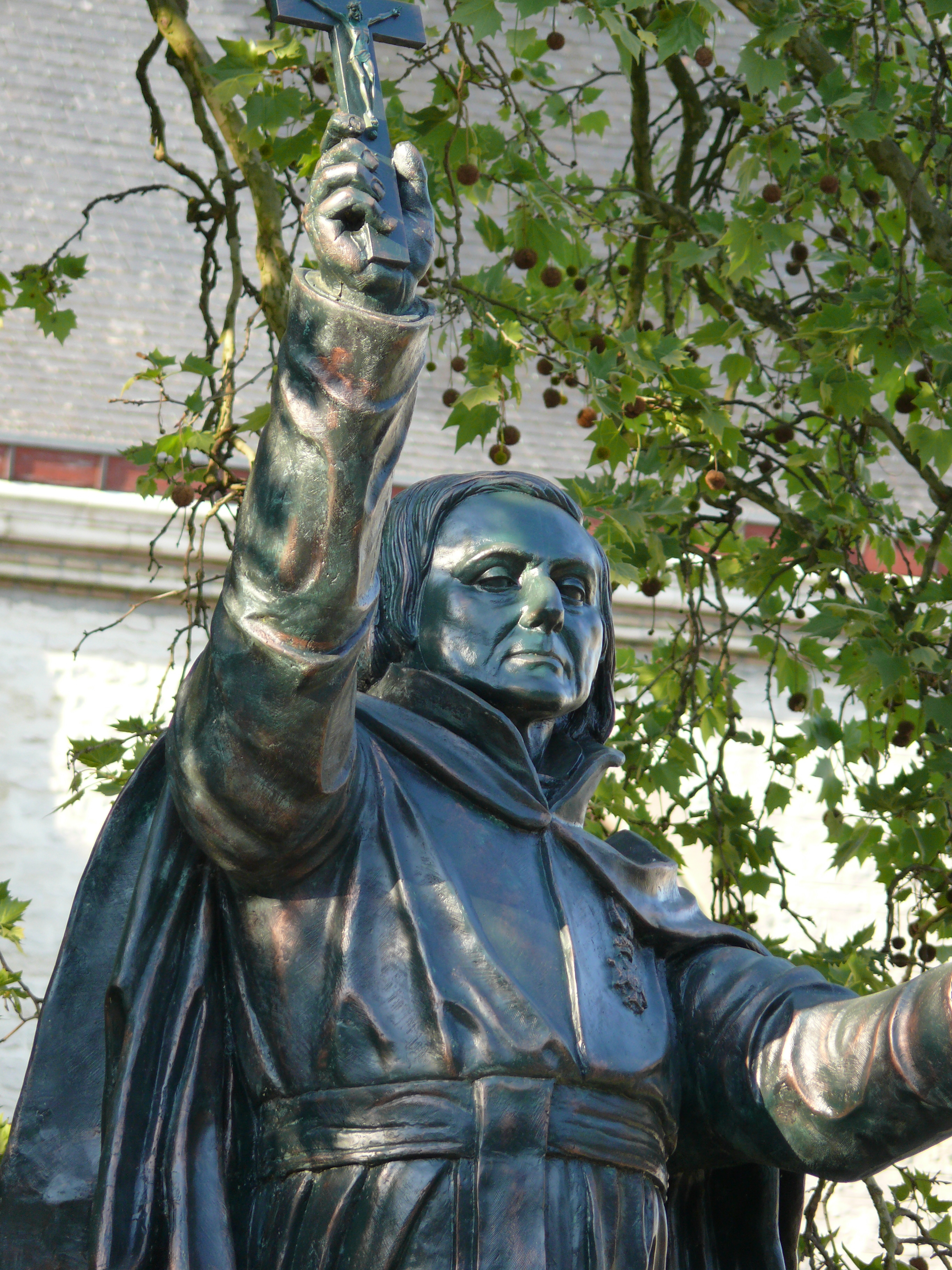
Статуя Питера-Яна де Смета
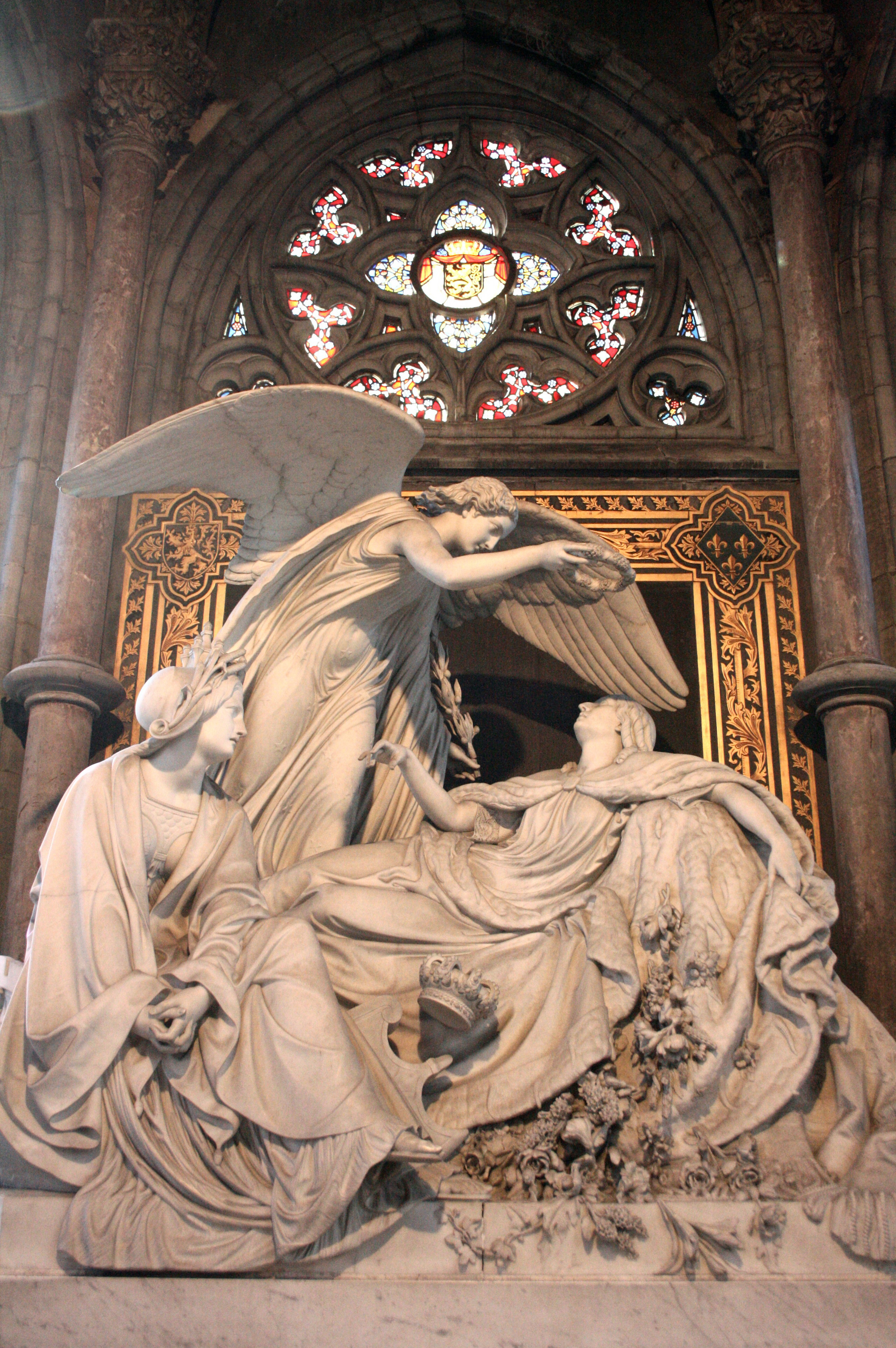
Памятник на могиле королевы Луизы
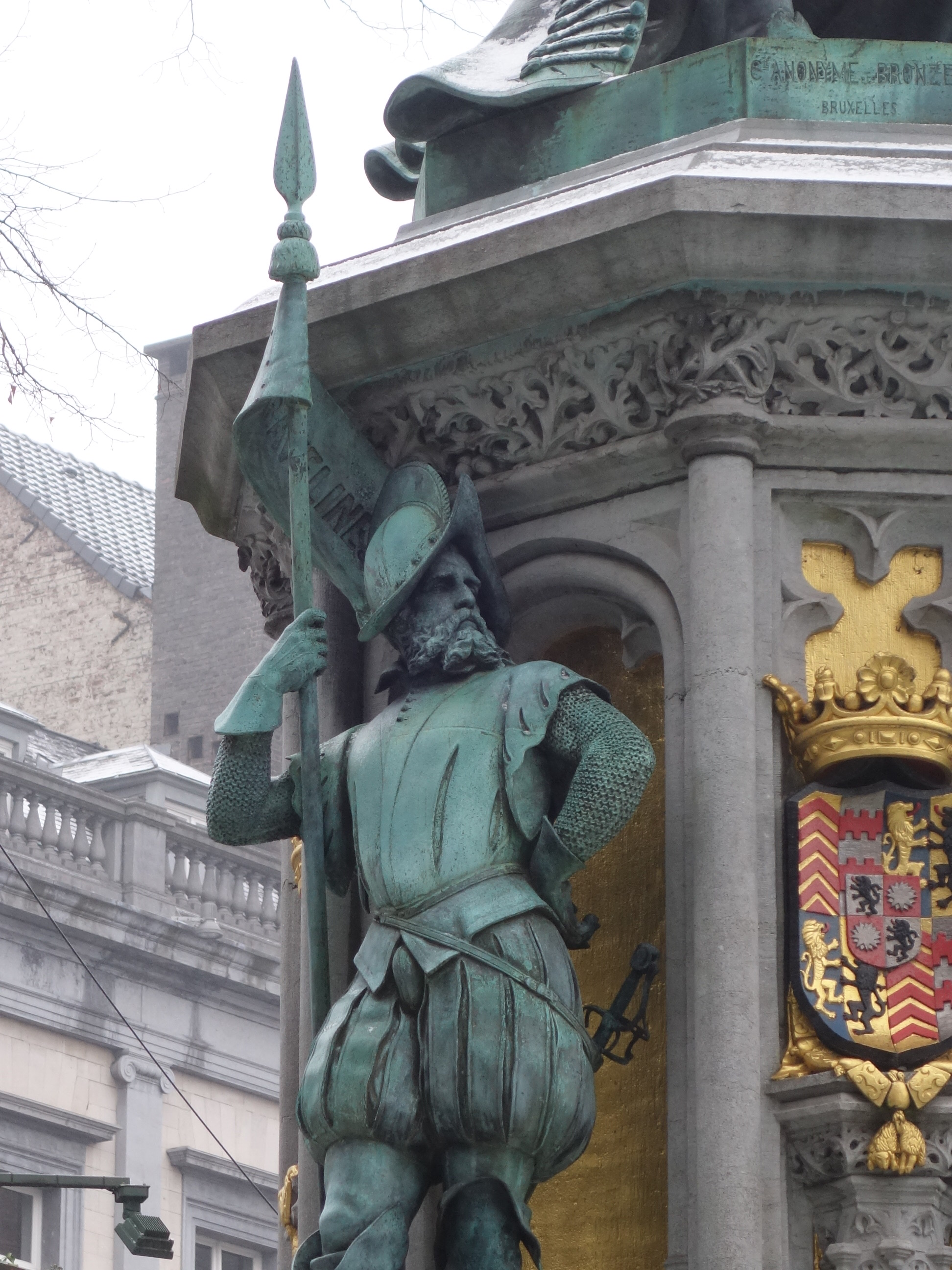
Деталь бронзовой группы графов Эгмонда и Горна
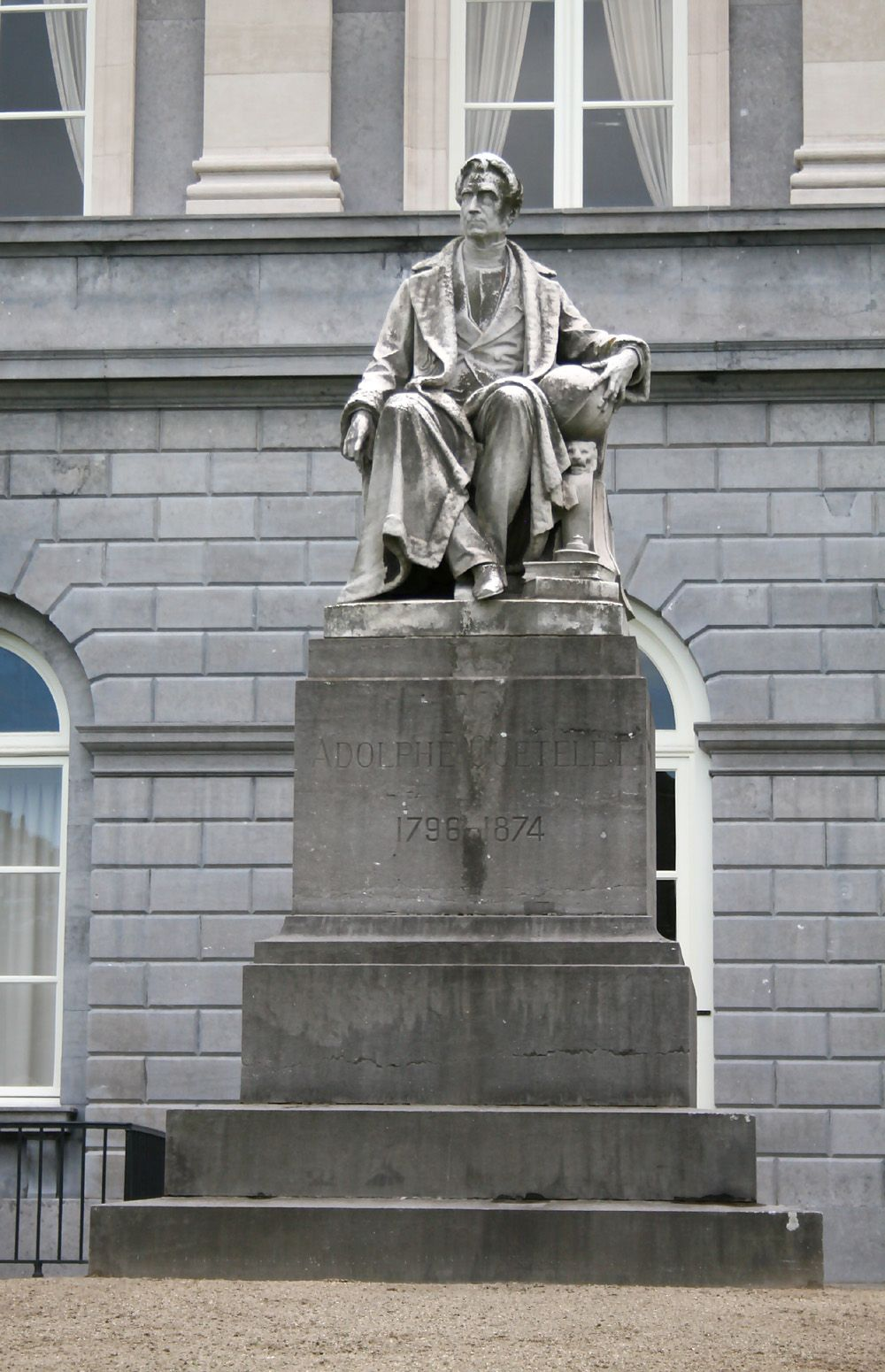
Памятник А. Кетле в Брюсселе
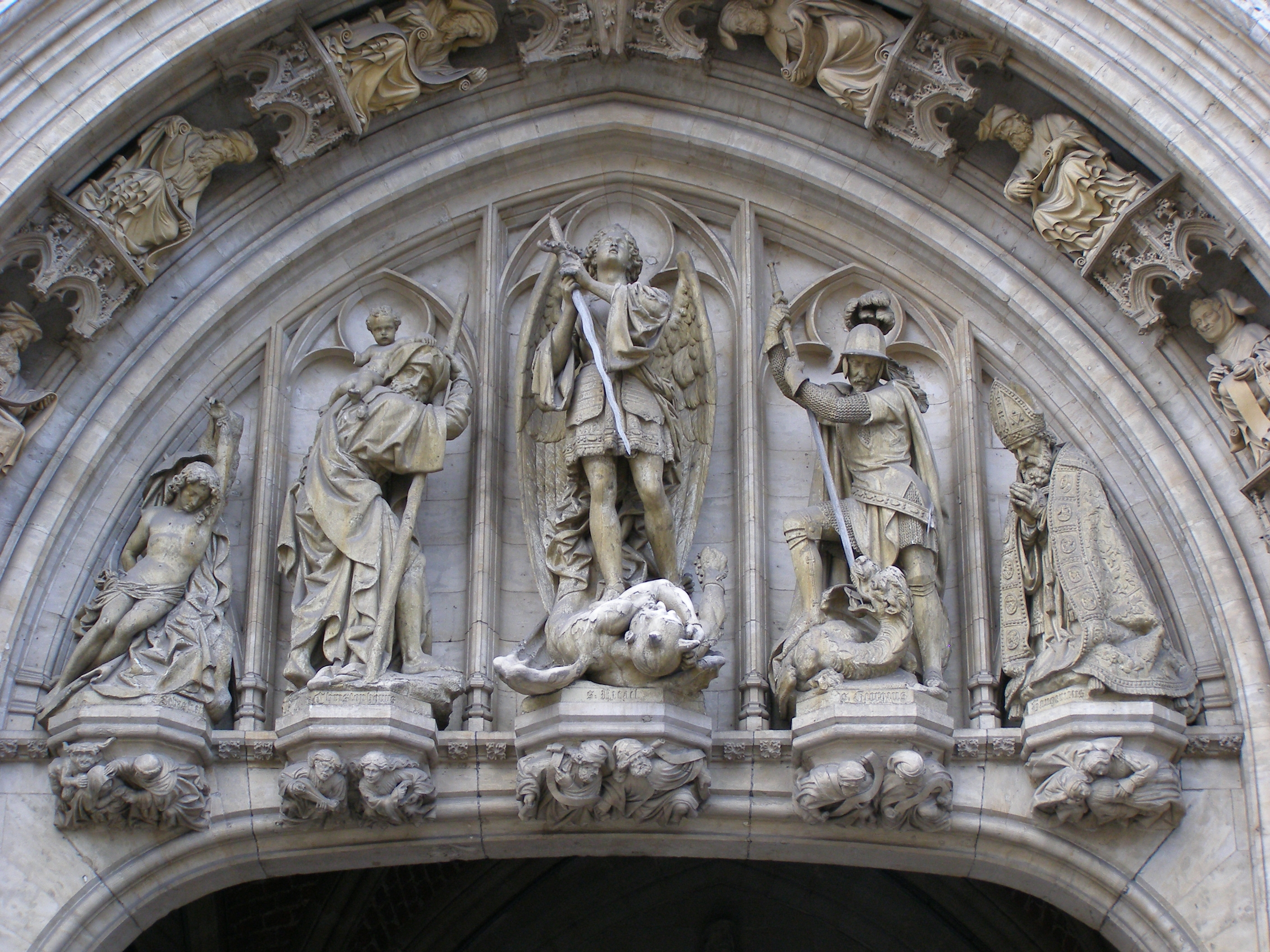
Портал мэрии